# Facundo Boné
Facundo Nicolás Boné Vale (Colonia, Uruguay; 16 de noviembre de 1995) es un futbolista uruguayo. Juega de delantero en el Deportivo Pasto de la Categoría Primera A de Colombia.

## Trayectoria
Facundo comenzó el 2014 ascendido al primer equipo de Capurro. Debutó en primera el 21 de abril al ingresar en el minuto 66 ante Peñarol en el Estadio Centenario, su equipo perdió 1 a 0.
El 23 de agosto anotó su primer gol oficial, fue frente a Tacuarembó, en el partido también dio una asistencia y ganaron 2 a 1.
Tuvo protagonismo en el Campeonato Uruguayo 2014/15, ya que disputó 23 partidos y anotó 2 goles.
Para la siguiente temporada, no tuvo continuidad, disputó 6 partidos en todo el campeonato, 1 de ellos como titular.
El entrenador de la Tercera División de Nacional, Alexander Medina, pidió a Facundo para reforzar el equipo y fue cedido por Fénix.
El 9 de enero de 2022 se anuncia su llegada al Deportivo Pasto de Colombia.

## Selección nacional
En el 2014, fue parte del proceso de la Selección Sub-20 de Uruguay conducida por Fabián Coito.
Debutó con la Celeste el 15 de abril ante Chile en el Domingo Burgueño de Maldonado, jugó como titular y ganaron 3 a 0.
Su primer gol lo realizó el 20 de mayo y le ganaron 1 a 0 a Paraguay.
Viajó a Chile para jugar el Torneo Cuatro Naciones, contra las selecciones Sub-20 de México, Chile y Colombia en carácter amistoso. Quedaron en tercer lugar, luego de ganar el primer encuentro pero perder los dos restantes.
El 3 de enero de 2015 fue seleccionado para defender a Uruguay en el Campeonato Sudamericano Sub-20.
Facundo jugó 3 partidos, la Celeste llegó a la última fecha con posibilidad de salir campeón, pero perdieron contra Argentina y finalizaron en tercera posición. Clasificaron a los Juegos Panamericanos y a la Copa Mundial Sub-20.
Luego no volvió a ser considerado por el entrenador.

### Participaciones en juveniles
| Competición                            | Sede    | Resultado     | Partidos | Goles |
| -------------------------------------- | ------- | ------------- | -------- | ----- |
| Campeonato Sudamericano Sub-20 de 2015 | Uruguay | Tercer puesto | 3        | 0     |

| Detalle de partidos con la Sub-20 | Detalle de partidos con la Sub-20 | Detalle de partidos con la Sub-20 | Detalle de partidos con la Sub-20 | Detalle de partidos con la Sub-20 | Detalle de partidos con la Sub-20       | Detalle de partidos con la Sub-20 | Detalle de partidos con la Sub-20 | Detalle de partidos con la Sub-20 | Detalle de partidos con la Sub-20 |
| N°                                | Rival                             | Resultado                         | Fecha                             | Lugar                             | Competencia                             | Goles                             | Asistencias                       | Ref.                              |                                   |
| --------------------------------- | --------------------------------- | --------------------------------- | --------------------------------- | --------------------------------- | --------------------------------------- | --------------------------------- | --------------------------------- | --------------------------------- | --------------------------------- |
| 1                                 | Chile                             | 3:0 (1:0)                         | 15 de abril de 2014               | Maldonado · Uruguay               | Amistoso                                | -                                 | -                                 | 1                                 |                                   |
| 2                                 | Chile                             | 1:1 (0:1)                         | 17 de abril de 2014               | Montevideo · Uruguay              | Amistoso                                | -                                 | -                                 | 2                                 |                                   |
| 3                                 | Paraguay                          | 1:0 (1:0)                         | 20 de mayo de 2014                | Montevideo · Uruguay              | Amistoso                                | 4'                                | -                                 | 3                                 |                                   |
| 4                                 | Paraguay                          | 0:1 (0:1)                         | 22 de mayo de 2014                | Montevideo · Uruguay              | Amistoso                                | -                                 | -                                 | 4                                 |                                   |
| 5                                 | Perú                              | 1:0 (0:0)                         | 24 de setiembre de 2014           | Montevideo · Uruguay              | Amistoso                                | -                                 | -                                 | 5                                 |                                   |
| 6                                 | México                            | 2:1 (2:0)                         | 8 de octubre de 2014              | Santiago · Chile                  | Torneo Cuatro Naciones                  | -                                 | -                                 | 6                                 |                                   |
| 7                                 | Chile                             | 0:3 (2:0)                         | 10 de octubre de 2014             | Santiago · Chile                  | Torneo Cuatro Naciones                  | -                                 | -                                 | 7                                 |                                   |
| 8                                 | Colombia                          | 0:2 (0:2)                         | 13 de octubre de 2014             | Santiago · Chile                  | Torneo Cuatro Naciones                  | -                                 | -                                 | 8                                 |                                   |
| 9                                 | Federación Gaúcha                 | 2:1 (1:0)                         | 11 de noviembre de 2014           | Maldonado · Uruguay               | Amistoso                                | 17'                               | -                                 | 9                                 |                                   |
| 10                                | Federación Gaúcha                 | 1:2 (1:1)                         | 13 de noviembre de 2014           | Montevideo · Uruguay              | Amistoso                                | -                                 | -                                 | 10                                |                                   |
| 11                                | Paraguay                          | 1:0 (0:0)                         | 26 de noviembre de 2014           | Asunción Paraguay                 | Amistoso Cuadrangular internacional     | -                                 | -                                 | 11                                |                                   |
| 12                                | Panamá                            | 2:0 (2:0)                         | 28 de noviembre de 2014           | Asunción Paraguay                 | Amistoso Cuadrangular internacional     | -                                 | -                                 | 12                                |                                   |
| 13                                | Panamá                            | 3:3 (0:2) (5:3 pen.)              | 30 de noviembre de 2014           | Asunción Paraguay                 | Amistoso Cuadrangular internacional     | -                                 | -                                 | 13                                |                                   |
| 14                                | Venezuela                         | 0:1 (0:1)                         | 23 de enero de 2015               | Maldonado · Uruguay               | Campeonato Sudamericano Fase de grupos  | -                                 | -                                 | 15                                |                                   |
| 15                                | Paraguay                          | 2:0 (2:0)                         | 2 de febrero de 2015              | Montevideo · Uruguay              | Campeonato Sudamericano Hexagonal final | -                                 | -                                 | 15                                |                                   |
| 16                                | Argentina                         | 1:2 (1:1)                         | 7 de febrero de 2015              | Montevideo · Uruguay              | Campeonato Sudamericano Hexagonal final | -                                 | -                                 | 16                                |                                   |

## Estadísticas

### Clubes
- Actualizado de acuerdo al último partido el 27 de noviembre del 2024.

| Club            | País     | Año           | Partidos | Goles | Asist |
| --------------- | -------- | ------------- | -------- | ----- | ----- |
| Fénix           | Uruguay  | 2014-2016     | 29       | 2     | 0     |
| River Plate     | Uruguay  | 2017-2018     | 47       | 10    | 0     |
| Vila Nova F.C   | Brasil   | 2019          | 10       | 1     | 0     |
| River Plate     | Uruguay  | 2020-2021     | 29       | 1     | 0     |
| Deportivo Pasto | Colombia | 2022          | 39       | 7     | 2     |
| Deportes Tolima | Colombia | 2023-2024     | 64       | 9     | 4     |
| Deportivo Pasto | Colombia | 2025-presente | 0        | 0     | 0     |
| Total           | Total    | Total         | 216      | 30    | 6     |

### Selecciones
Actualizado al 7 de febrero de 2015.
Último partido citado: Uruguay 1 - 2 Argentina
| Sub-20 · Uruguay                                                 | 2013/14       | - | - | - | - | 4  | 1 | 4  | 1 |
| Sub-20 · Uruguay                                                 | 2014/15       | 3 | 0 | - | - | 9  | 1 | 12 | 1 |
| Sub-20 · Uruguay                                                 | Total sel.    | 3 | 0 | - | - | 13 | 2 | 16 | 2 |
| Total carrera                                                    | Total carrera | 3 | 0 | - | - | 13 | 2 | 16 | 2 |
| (1)Incluidos los datos del Campeonato Sudamericano Sub-20 (2015) |               |   |   |   |   |    |   |    |   |

## Palmarés

### Títulos amistosos
| Competición                 | Equipo         | País     | Año  |
| --------------------------- | -------------- | -------- | ---- |
| Cuandrangular internacional | Uruguay Sub-20 | Paraguay | 2014 |

### Otras distinciones
- Campeonato Sudamericano de Fútbol Sub-20: 2015